# Большая синагога (Пльзень)
Большая синагога (чеш. Velká synagoga) — синагога в городе Пльзень, вторая по величине в Европе после Будапештской и третья в мире, может вмещать в себя более двух тысяч прихожан.

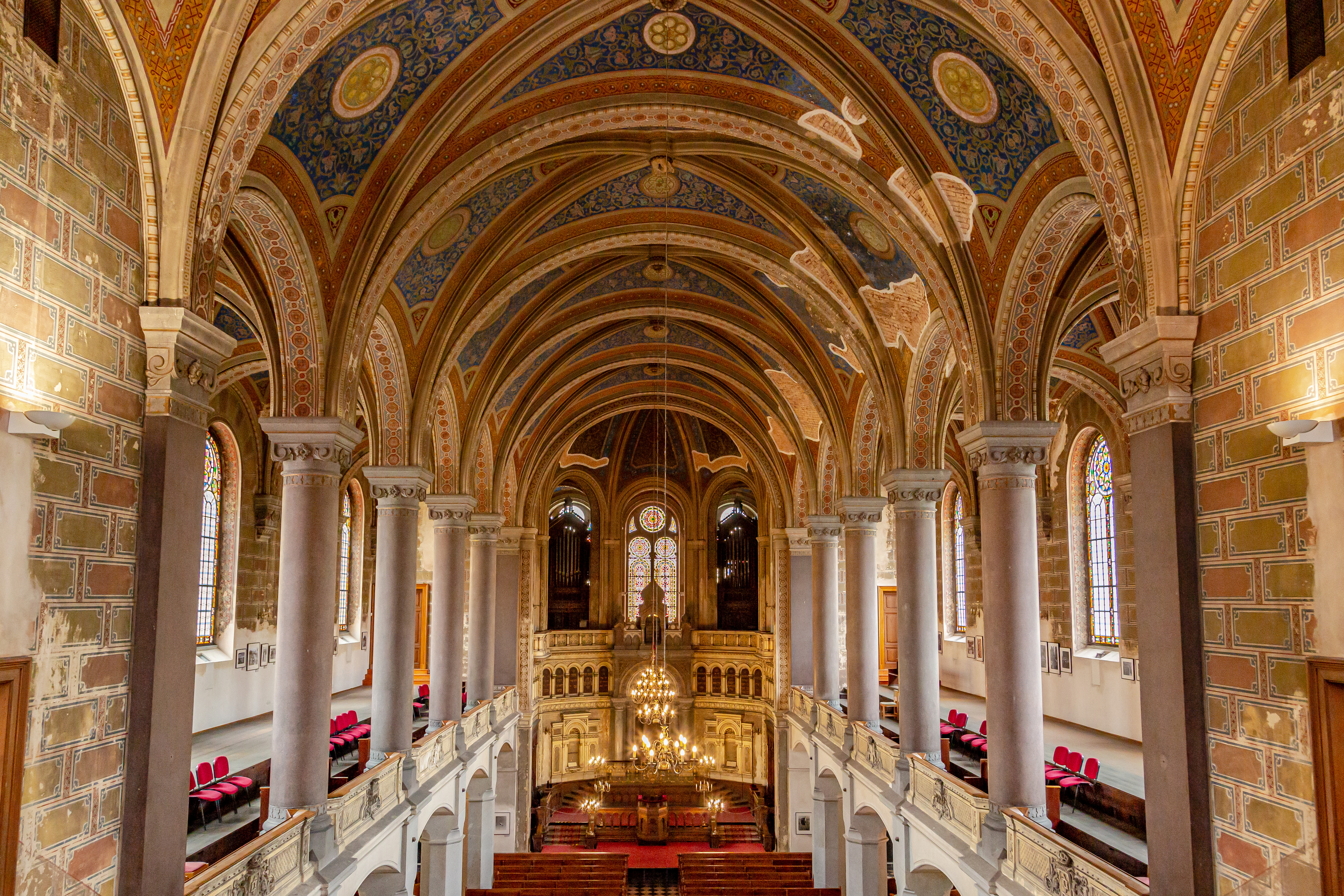
Интерьер

Синагога была построена в 1892 году на границе Старого города рядом с собором Святого Варфоломея по проекту Флайшера, архитектора из Вены. Здание построено в романско-мавританском стиле с элементами готики. Синагога имеет гранитный устой и две 45-метровые башни (первоначально планировалась высота в 65 м).
На момент строительства еврейская община города превышала более двух тысяч человек, однако, во время Второй мировой войны большая часть была уничтожена, а часть эмигрировала. Сегодня в Пльзени проживает около 70 иудеев.
Тем не менее, регулярные службы проводились в синагоге вплоть до 1970-х. После реконструкции 1990-х служения проходят лишь в одном из помещений. В центральном зале часто проводятся концерты.